# Helcystogramma albinervis
Helcystogramma albinervis is een vlinder uit de familie tastermotten (Gelechiidae). De wetenschappelijke naam is voor het eerst geldig gepubliceerd in 1929 door Gerasimov.
De soort komt voor in Europa.